# 阿纳卡帕尔莱
阿纳卡帕尔莱（Anakapalle），是印度安得拉邦Visakhapatnam县的一个城镇。总人口84523（2001年）。

## 人口
该地2001年总人口84523人，其中男性42060人，女性42463人；0—6岁人口8503人，其中男4484人，女4019人；识字率66.52%，其中男性为72.74%，女性为60.36%。